# Henri Nick
Pour les articles homonymes, voir Nick.
Henri Nick (Paris, 1868 - Lille, 1954) est un pasteur réformé français qui s’est distingué par son engagement social dans la région de Lille.

## Biographie

### Famille et formation
Henri Nick naît à Paris le 16 avril 1868 dans une famille de la bourgeoisie parisienne. Son père, Georg Heinrich Nick, Allemand originaire du Wurtemberg est naturalisé français en mai 1875. Il occupe les fonctions de directeur d'agence à la Société générale, à Auxerre puis à Sète, où il meurt en 1878. Sa mère, Héléna Roussel, est la fille de Léon Roussel, protestant d'Uzès établi à Paris.
Il fréquente le lycée Janson-de-Sailly, mais il part ensuite pour Montpellier où il passe son bac de lettres classiques en 1885. Il fait ses études à la faculté de théologie protestante de Montauban, où il obtient un baccalauréat en théologie en 1890. Il s’y lie d’amitié avec deux jeunes gens de son âge qui vont devenir des figures du protestantisme français et du christianisme social : Wilfred Monod et Élie Gounelle. Pendant ses études à Montauban, il fait une expérience religieuse, qu'il appelle une conversion, dans le cadre d’un groupe de « Réveil » animé par Wilfred Monod,.
Il devient pasteur en 1890 et, après une suffragance à Saint-Christol-lès-Alès, prend le poste pastoral de Mialet dans le Gard. Il se marie le 21 février 1895 au Vigan (Gard) avec Hélène-Marie Lèques, une jeune femme née en 1870 qu’il a rencontrée dans le cadre du « Réveil » et qui sera sa plus proche collaboratrice pendant vingt-deux ans, car elle meurt prématurément en 1917. Le couple a six enfants, notamment Héléna Nick Scobeltzine (1906-1979), équipière de la Cimade et mère de l'actrice Édith Scob.

### Ministère pastoral
Au cours de son premier ministère à Mialet, Henri Nick se préoccupe d’évangélisation et parcourt les Cévennes n’hésitant pas à prêcher en plein air à l’instar de John Wesley. Il collabore avec son ami Élie Gounelle qui est à Alès, notamment dans le cadre du développement des activités des UCJG. Son ministère est couronné de succès puisque plusieurs dizaines de personnes sont gagnées et converties en quelques années. Il réalise cependant qu’il serait plus urgent encore de se tourner vers les populations ouvrières profondément déchristianisées. Il pense qu’elles recevraient favorablement le message chrétien, celui-ci une fois débarrassé des compromissions qu’entretiennent la plupart des Églises avec les puissants. En 1897, à l’instigation Élie Gounelle, il part donc s’installer dans la région de Lille pour fonder des "fraternités", microsociétés alternatives alliant prédication et service social. Alors qu'Élie Gounelle s’était implanté à Roubaix en 1896, Henri Nick s’installe comme pasteur à Lille où il fut chargé de l'évangélisation dans le quartier populaire de Fives, la zone la plus déshéritée de la ville à laquelle il va se consacrer pendant une cinquantaine d'années.
Dès 1897 il ouvre une petite salle avec l’aide de la Mission populaire évangélique (ou "mission MacAll") et commence les distributions de bibles et de tracts. À partir de 1901, il installe sa salle paroissiale qu’il appelle le « Foyer du peuple » dans un baraquement, jusqu’à ce qu’il puisse s’assurer, en 1903, toujours avec l'aide la mission MacAll, d'une grande salle, située au 165 rue Pierre-Legrand. Cette salle de six cents places ne suffit pas toujours car il est fréquent que les célébrations réunissent plus de mille personnes.
Très soucieux des problèmes de pauvreté, d’insalubrité, d’alcoolisme et de prostitution, il y organise des visites médicales, des réunions pour les jeunes mères, des séances d’information et d’échange contre l’alcoolisme avec l'aide de la Croix bleue, en parallèle avec ses cultes et séances d'évangélisation. Il part aussi sur le terrain faire des tournées en utilisant des chants, des prédications et des débats. Contrairement à MacAll , il ne fait pas de la conversion un passage obligé et ouvre sa maison du peuple à tous. Il ouvre également une coopérative de consommation (une banque alimentaire) et organise des camps de vacances pour les enfants d’ouvriers. Dès 1914, ceux-ci partent en colonies de vacances à Sangatte.
Durant la guerre de 1914-1918, il est aumônier militaire et sera décoré. Après la guerre, veuf, il rentre à Lille et reprend ses activités auprès des ouvriers et des plus défavorisés. Il relance une colonie de vacances à Aubengue près de Wimereux dans le Pas-de-Calais. Quelques années plus tard il rachètera un hôtel à Sainte-Cécile plage, dans la commune de Camiers, dont il fera une maison de vacances.
Henri Nick prend le parti des ouvriers au moment des grandes grèves des années 1930, ce qui ne va pas sans soulever des difficultés importantes au sein du protestantisme français.
Il aide de nombreux juifs pendant l'occupation allemande, avec l'aide de son fils Pierre et de sa belle-fille Odile, ils sont nommés en 1992 Justes en 1992.
À la fin de sa vie, le pasteur Henri Nick a fait de son Foyer du peuple une église évangélique indépendante, il est proche du pentecôtisme mais reste au sein de l'ERF. En 1962, la paroisse rejoint l’Église réformée de France (ERF), aujourd’hui fusionnée dans l'Église protestante unie de France.
Il meurt le 9 mars 1954 à Lille.

### Juste parmi les nations
Au début de la Seconde Guerre mondiale, le pasteur Henri Nick, veuf et âgé de 70 ans, vit à Lille avec sa fille Jeanne, qui était sourde et travaillait dans un laboratoire d'analyse médicale. En septembre 1940, les Nick se rendent au Chambon-sur-Lignon puis rentrent à Lille. Le foyer de son fils Pierre-Élie Nick, médecin à Inchy près de Cambrai, et de sa belle-fille Odile devient un relais précieux pour le "réseau Nick" qui va se consacrer à la Résistance et à l'aide aux juifs persécutés. Le réseau compte parmi ses membres actifs le pharmacien d'Inchy, Jean-Marie Laude, membre de Libération-Nord, l'abbé Mathieu, supérieur de Notre-Dame de Grâce, Maurice Lozé, qui a du arrêter à cause de la guerre ses études de séminariste, qui travaille à la mairie d'Inchy et a ainsi accès aux cachets et aux tampons indispensables à la fabrication de faux papiers, le docteur Léonce et Madame Edmée Baron, de Lille, Anne-Marie Capitain, enseignante au Château de la Huda à Trélon (Nord) et Jeanne Rousselle, qui dirige l'établissement, et le pasteur Marcel Pasche, de Roubaix. Les Nick assistent le Comité clandestin de secours aux juifs mis sur pied en 1942 par Léon Léser, en lui procurant de nombreux lieux de refuge ou des familles d'accueil. Le pasteur Henri Nick participera au réseau Wisigoth-Lorraine, réseau consacré à l’évasion des aviateurs alliés vers l'Espagne, dont le chef, Michel Dégremont, un protestant du Cateau, était son ami.
Le 5 mai 1992, Yad Vashem a décerné au pasteur Henri Nick, ainsi qu'au docteur Pierre-Élie Nick et à son épouse Odile, le titre de Juste parmi les Nations.